# Trichocarenum
Trichocarenum is een geslacht van kevers uit de familie van de loopkevers (Carabidae). De wetenschappelijke naam van het geslacht is voor het eerst geldig gepubliceerd in 1892 door Blackburn.

## Soorten
Het geslacht Trichocarenum omvat de volgende soorten:
- Trichocarenum castelnaui Sloane, 1905
- Trichocarenum cylindricum Sloane, 1897
- Trichocarenum elderi Blackburn, 1892